# Buch der Urkunden
Das Buch der Urkunden (chinesisch 書經 / 书经, Pinyin shūjīng), auch Shàngshū (尚書) genannt, welches seit der Han-Dynastie zu den Fünf Klassikern (五經,  wǔjīng) gehört, diente mehr als 2000 Jahre der chinesischen politischen Philosophie als Basis. Das Kompendium selbst enthält unter anderem Texte, deren Entstehungszeit bereits 1000 Jahre zurücklag, als das Buch der Urkunden zum „Klassiker“ erhoben wurde. Die meisten Kapitel stammen jedoch aus späteren Zeiten, etwa die Hälfte der Texte wurde im 4. Jahrhundert systematisch gefälscht. Aufgrund seiner Heterogenität stand das Shàngshū lange Zeit im Mittelpunkt großer philosophischer Debatten.

## Form und Inhalt
Das Shàngshū liegt in zwei verschiedenen Formaten vor, die abhängig sind von der Entstehungszeit der Ausgabe und der Position, die der Herausgeber in der Debatte um die Authentizität des Textes einnahm. In der sogenannten orthodoxen Anordnung findet sich zu Beginn ein längeres Vorwort (eigentlich Großes Geleitwort, 大序,  dàxù), welches allgemein auch als Geleitwort des Kong (孔序,  kǒngxù) bezeichnet wird und wahrscheinlich von Kong Anguo (孔安國; gestorben circa 100 v. Chr.) im 2. Jahrhundert v. Chr. verfasst wurde. In diesem beschreibt Kong Anguo, wie das Shàngshū zusammen mit einer Reihe anderer Bücher, die ebenfalls in „alter Schrift“ (eigentl. „Alttext“; 古文,  gǔwén) geschrieben und damit angeblich noch vor der Bücherverbrennung Qin Shihuangdis verfasst, in einer Wand  von Konfuzius’ Wohnhaus gefunden wurde. Nach dem Geleitwort folgen 50 separate Dokumente, die in 58 Kapitel aufgeteilt sind, wobei die vier Kapitel Tài Jiǎ (大甲), Pán Gēng (盤庚), Yuè Míng (說命) und Tài Shí (泰誓) jeweils in drei Sektionen shàng (上) / zhōng (中) / xià (下) unterteilt sind, die wiederum als eigenständige Kapitel gezählt werden. Jedem dieser Kapitel ist ein kurzes Vorwort (eigentlich Vorwort zum Dokument; 書序,  shūxù) vorangestellt, von dem man traditionell annimmt, es sei von Konfuzius verfasst worden. Derselben Überlieferung zufolge hatte Konfuzius ursprünglich 100 Dokumente für das Shàngshū ausgewählt; die Kapitel, die nicht länger erhalten sind, werden aber noch durch ihr Vorwort repräsentiert. Darüber hinaus beinhaltet die orthodoxe Ausgabe des Shàngshū einen wahrscheinlich von Kong Anguo (孔安國) geschriebenen Kommentar, der unter dem Namen Kong-Kommentar (孔傳,  kǒngchuán) bekannt ist.
Die zweite Anordnung des Werkes, die erstmals im Shàngshū zuǎnyàn (尚書纂言) des Wu Cheng (吳澄, 1247–1331) zu sehen ist und der westlichen Leserschaft durch die Übersetzung von Bernhard Karlgren zugänglich gemacht wurde, beinhaltet nur 28, manchmal auch 29 „Neutext“(今文,  jīnwén)-Kapitel, die man aus heutiger Sicht für authentisch hält. Die Anordnung des Textes unterscheidet sich von der orthodoxen insofern, als die Vorworte zu den einzelnen Dokumenten in einem einzigen Kapitel zusammengefasst wurden, das am Anfang oder am Ende des Gesamttextes zu finden ist. Darüber hinaus wurden sowohl das Geleitwort des Kong als auch der Kong-Kommentar entfernt.
Gemeinsam ist beiden Ausgaben die sich an den vier frühesten Perioden der chinesischen Geschichte orientierende chronologische Reihenfolge in der die Texte angeordnet sind.
| Nr                                                | Kapitel                       | Deutsch                                        | Alttext- Ausgabe | Neutext- Ausgabe | Legge Übersetz. Seite | Karlgren  | Karlgren   |
| Nr                                                | Kapitel                       | Deutsch                                        | Alttext- Ausgabe | Neutext- Ausgabe | Legge Übersetz. Seite | Übers. S. | Glosses S. |
| 虞書 (Yu shu) Dokumente aus Yu                    |                               |                                                |                  |                  |                       |           |            |
| 1                                                 | 堯典 (Yao dian)               | Die Statuten des Yao                           |                  |                  | 15                    | 1         | I : 44     |
| 2                                                 | 舜典 (Shun dian)              | Die Statuten des Shun                          |                  | 29               |                       | 1         | I : 44     |
| 3                                                 | 大禹謨 (Da Yu mo)             | Die Konsultationen des Großen Yu               |                  |                  | 52                    | –         | –          |
| 4                                                 | 臯陶謨 (Gao Yao mo)           | Die Konsultationen des Gao Yao                 |                  |                  | 68                    | 8         | I : 106    |
| 5                                                 | 益稷 (Yi Ji)                  | Yi und Ji                                      |                  | 76               |                       | 8         | I : 106    |
| 夏書 (Xia shu) Dokumente aus der Xia-Dynastie     |                               |                                                |                  |                  |                       |           |            |
| 6                                                 | 禹貢 (Yu gong)                | Die Tribute des Yu                             |                  |                  | 92                    | 12        | I : 145    |
| 7                                                 | 甘誓 (Gan shi)                | Die Ansprache in Gan                           |                  |                  | 152                   | 18        | I : 167    |
| 8                                                 | 五子之歌 (Wu zi zhi ge)       | Die Gesänge der fünf Söhne                     |                  |                  | 156                   | –         | –          |
| 9                                                 | 胤征 (Yin zheng)              | Die Strafexpedition des Yin                    |                  |                  | 162                   | –         | –          |
| 商書 (Shang shu) Dokumente aus der Shang-Dynastie |                               |                                                |                  |                  |                       |           |            |
| 10                                                | 湯誓 (Tang shi)               | Die Rede des Tang                              |                  |                  | 173                   | 20        | I : 171    |
| 11                                                | 仲虺之誥 (Zhong Wei zhi gao)  | Die Ansprache von Zhong Wei                    |                  |                  | 177                   | –         | –          |
| 12                                                | 湯誥 (Tang gao)               | Die Ansprache des Tang                         |                  |                  | 184                   | –         | –          |
| 13                                                | 伊訓 (Yi xun)                 | Die Instruktionen des Yi                       |                  |                  | 191                   | –         | –          |
| 14                                                | 大甲上 (Tai Jia shang)        | Tai Jia I                                      |                  |                  | 199                   | –         | –          |
| 15                                                | 大甲中 (Tai Jia zhong)        | Tai Jia II                                     |                  |                  | 205                   | –         | –          |
| 16                                                | 大甲下 (Tai Jia xia)          | Tai Jia III                                    |                  |                  | 209                   | –         | –          |
| 17                                                | 咸有一徳 (Xian you yi de)     | Beide besitzen die reine Tugend                |                  |                  | 213                   | –         | –          |
| 18                                                | 盤庚上 (Pan Geng shang)       | Pan Geng I                                     |                  |                  | 220                   | 20        | I : 174    |
| 19                                                | 盤庚中 (Pan Geng zhong)       | Pan Geng II                                    |                  | 233              |                       | 20        | I : 174    |
| 20                                                | 盤庚下 (Pan Geng xia)         | Pan Geng III                                   |                  | 243              |                       | 20        | I : 174    |
| 21                                                | 說命上 (Yue ming shang)       | Die Beauftragung des Yue I                     |                  |                  | 248                   | –         | –          |
| 22                                                | 說命中 (Yue ming zhong)       | Die Beauftragung des Yue II                    |                  |                  | 254                   | –         | –          |
| 23                                                | 說命下 (Yue ming xia)         | Die Beauftragung des Yue III                   |                  |                  | 259                   | –         | –          |
| 24                                                | 高宗肜日 (Gaozong rongri)     | Tag des zusätzlichen Opfers für Gaozong        |                  |                  | 264                   | 26        | I : 214    |
| 25                                                | 西伯戡黎 (Xi bo kan Li)       | Der Anführer des Westens hat Li niedergeworfen |                  |                  | 268                   | 26        | I : 218    |
| 26                                                | 微子 (Wei zi)                 | Der Baron von Wei                              |                  |                  | 273                   | 27        | I : 220    |
| 周書 (Zhou shu) Dokumente aus der Zhou-Dynastie   |                               |                                                |                  |                  |                       |           |            |
| 27                                                | 泰誓上 (Tai shi shang)        | Die große Deklaration I                        |                  |                  | 281                   | –         | –          |
| 28                                                | 泰誓中 (Tai shi zhong)        | Die große Deklaration II                       |                  |                  | 289                   | –         | –          |
| 29                                                | 泰誓下 (Tai shi xia)          | Die große Deklaration III                      |                  |                  | 294                   | –         | –          |
| 30                                                | 牧誓 (Mu shi)                 | Die Rede in Mu                                 |                  |                  | 300                   | 29        | I : 228    |
| 31                                                | 武成 (Wu cheng)               | Die erfolgreiche Beendigung des Krieges        |                  |                  | 306                   | –         | –          |
| 32                                                | 洪範 (Hong fan)               | Der Große Plan                                 |                  |                  | 320                   | 29        | I : 231    |
| 33                                                | 旅獒 (Lü ao)                  | Die Hunde von Lü                               |                  |                  | 345                   | –         | –          |
| 34                                                | 金縢 (Jin teng)               | Das metallerne Band                            |                  |                  | 351                   | 35        | I : 248    |
| 35                                                | 大誥 ( Da gao)                | Die Große Ansprache                            |                  |                  | 362                   | 36        | I : 258    |
| 36                                                | 微子之命 (Wei zi zhi ming)    | Die Ernennung des Barons von Wei               |                  |                  | 376                   | –         | –          |
| 37                                                | 康誥 (Kang gao)               | Die Ernennung des (Prinzen von) Kang           |                  |                  | 381                   | 39        | I : 278    |
| 38                                                | 酒誥 (Jiu gao)                | Bekanntmachung bezüglich Betrunkenheit         |                  |                  | 399                   | 43        | I : 296    |
| 39                                                | 梓材 (Zi cai)                 | Das Holz des Zi-Baumes (catalpa ovata)         |                  |                  | 413                   | 46        | I : 307    |
| 40                                                | 召誥 (Shao gao)               | Die Ernennung des (Herzogs von) Shao           |                  |                  | 420                   | 48        | II : 62    |
| 41                                                | 洛誥 (Luo gao)                | Die Ankündigung bezüglich Luo                  |                  |                  | 434                   | 51        | II : 74    |
| 42                                                | 多士 (Duo shi)                | Die zahlreichen Beamten                        |                  |                  | 453                   | 55        | II : 94    |
| 43                                                | 無逸 (Wu yi)                  | Behaglichkeit vermeiden                        |                  |                  | 464                   | 56        | II : 105   |
| 44                                                | 君奭 (Jun Shi)                | Der Edelmann Shi                               |                  |                  | 474                   | 59        | II : 114   |
| 45                                                | 蔡仲之命 (Cai Zhong zhi ming) | Die Ernennung des „Zhong von Cai“              |                  |                  | 487                   | –         | –          |
| 46                                                | 多方 (Duo fang)               | Die zahlreichen Regionen                       |                  |                  | 492                   | 62        | II : 133   |
| 47                                                | 立政 (Li zheng)               | Errichtung einer Regierung                     |                  |                  | 508                   | 67        | II : 145   |
| 48                                                | 周官 (Zhou guan)              | Die Beamten von Zhou                           |                  |                  | 523                   | –         | –          |
| 49                                                | 君陳 (Jun Chen)               | Der Edelmann Chen                              |                  |                  | 535                   | –         | –          |
| 50                                                | 顧命 (Gu ming)                | Die testamentarische Anweisung                 |                  |                  | 544                   | 70        | II : 156   |
| 51                                                | 康王之誥 (Kang wang zhi gao)  | Die Ansprache des Königs Kang                  |                  | 562              |                       | 70        | II : 156   |
| 52                                                | 畢命 (Bi ming)                | Die Beauftragung des (Herzogs von) Bi          |                  |                  | 569                   | –         | –          |
| 53                                                | 君牙 (Jun Ya)                 | Der Edelmann Ya                                |                  |                  | 578                   | –         | –          |
| 54                                                | 冏命 (Jiong ming)             | Die Ernennung des Jiong                        |                  |                  | 583                   | –         | –          |
| 55                                                | 呂刑 (Lü xing)                | (Der Prinz von) Lü über Bestrafungen           |                  |                  | 588                   | 74        | II : 174   |
| 56                                                | 文侯之命 (Wen hou zhi ming)   | Die Beauftragung des Prinzen Wen               |                  |                  | 613                   | 78        | II : 194   |
| 57                                                | 費誓 (Fei shi)                | Die Ansprache in Fei                           |                  |                  | 621                   | 80        | II : 198   |
| 58                                                | 秦誓 (Qin shi)                | Die Ansprache des (Herzog von) Qin             |                  |                  | 626                   | 81        | II : 200   |

Die meisten der Kapitel sind in Form von Ansprachen, die entweder von Königen oder von Ministern gehalten wurden. Im Allgemeinen unterteilt man alle Kapitel in fünf verschiedene Typen :
- Konsultationen (謨,  mó), wobei es sich um Dialoge zwischen dem König und seinen hohen Beamten handelt.
- Instruktionen (訓,  xùn), Ratschläge der hohen Beamten für den König.
- Erlasse (誥,  gǎo), Erklärungen des Königs an das gesamte Volk.
- Deklarationen (誓,  shí), königliche Reden auf dem Schlachtfeld.
- Befehle (命,  míng), Ernennungen, Zuerkennung von Privilegien u. ä.

## Entstehung und Authentizität
Da allgemein davon ausgegangen wird, dass die Alttext-Kapitel im 4. Jahrhundert bewusst gefälscht wurden, richtet sich das Augenmerk der Wissenschaft vor allem auf die verbleibenden 28 oder 29 Neutext-Kapitel. Aber auch hier haben neuere Forschungen ergeben, dass viele der Kapitel erst etliche Zeit nach dem berichteten Ereignis niedergeschrieben wurden.
So geht man davon aus, dass die Kapitel Die Statuten des Yao (堯典,  Yáo diǎn) und Die Konsultationen des Gao Yao (臯陶謨,  Gāo Yao mó) der Dokumente aus Yu (虞書,  Yú shū), sowie aus den Dokumenten der Xia-Dynastie (夏書,  Xià shū) die Kapitel Die Tribute des Yu (禹貢,  Yǔ gòng) und Die Ansprache in Gan (甘誓,  Gān shí) nicht aus der Zeit datieren, über die sie berichten, sondern vielmehr im letzten Jahrhundert der Zhou-Dynastie oder vielleicht auch erst um 221 v. Chr. verfasst wurden, wie im Fall des Yǔ gòng (禹貢).
Von den fünf Dokumenten aus dem Shāng shū (商書) scheint die Rede des Tang (湯誓,  Tāng shí) das älteste zu sein und es wird allgemein angenommen, dass es aus der Zhou-Zeit stammt. Obgleich keine Einstimmigkeit über den genauen Zeitpunkt der Entstehung dieser Rechtfertigung der Eroberung Xias durch Shang besteht, nehmen einige Forscher aufgrund der Thematik an, dass es von den Gründern der Zhou-Dynastie verfasst wurde, um ihre eigene Eroberung von Shang zu begründen. Das nächste Kapitel Pan Geng (盤庚,  Pán Gēng), in dem König Pan Geng die unwillige Bevölkerung und die angesehenen Familien auffordert, ihm in die neue Hauptstadt Yin (殷), dem heutigen Anyang (安陽), zu folgen, wird von vielen Gelehrten als das älteste Dokument in der chinesischen Geschichte angesehen, das selbst die Orakelknochen-Inschriften aus der Shang-Zeit an Alter übertrifft. Es gibt aber auch Indizien dafür, dass auch dieses Kapitel erst zu Beginn der Zhou-Dynastie geschrieben wurde, um zum einen die Eroberung Shangs durch die Zhou und zum anderen die damit verbundene unfreiwillige Migration der Shang-Bevölkerung zu begründen. Die verbleibenden Kapitel Tag des zusätzlichen Opfers für Gaozong (高宗肜日,  Gāozōng róngrí), Der Anführer des Westens hat Li niedergeworfen (西伯戡黎,  Xī bó kān Lí) und Der Baron von Wei (微子,  Wēi zǐ) stammen wahrscheinlich aus der Zeit der Streitenden Reiche.
Die Sektion Dokumente aus der Zhou-Dynastie (周書,  Zhōu shū) enthält Kapitel, die zu der Zeit entstanden als die Ereignisse, über die sie berichten, stattfanden. Zum Teil werden diese Kapitel aber nicht für authentisch gehalten. Das erste Kapitel Die große Deklaration (泰誓,  Tài shí), welches nur in manchen Neutext-Ausgaben vorhanden ist (Stichwort: 29. Kapitel), wurde in der Han-Dynastie auf der Basis von Zitaten in älteren Schriften rekonstruiert und unterscheidet sich in erheblichen Maße von der Alttext-Version. Die Kapitel Die Rede in Mu (牧誓,  Mù shí), Der Große Plan (洪範,  Hóng fàn) und Das metallene Band (金縢,  Jīn téng) werden alle der Zeit von König Wu (武, regierte 1045–1043 v. Chr.) zugeordnet, sind aber deutlich später entstanden, jedoch lange vor dem Tài shí (泰誓).
Mit den 12 folgenden Kapiteln, die der Zeit der Herrschaft von König Cheng (regierte 1042/35–1006 v. Chr.), insbesondere den ersten sieben Jahren seiner Herrschaft, in denen der Herzog von Zhou als Regent agierte, zugeordnet werden, haben wir den authentischen Teil des Buch der Urkunden vorliegen. Hierbei handelt es sich um die Kapitel Die Große Ansprache (大誥,  Dà gào), Die Ernennung des (Prinzen von) Kang (康誥,  Kāng gào), Bekanntmachung bezüglich Betrunkenheit (酒誥,  Jiǔ gào), Das Holz des Zi Baumes (梓材,  Zǐ cái), Die Ernennung des (Herzog von) Shao (召誥,  Shào gào), Die Ankündigung bezüglich Luo (洛誥,  Luò gào), Die zahlreichen Beamten (多士,  Duō shí), Behaglichkeit vermeiden (無逸,  Wú yí), Der Edelmann Shi (君奭,  Jūn Shí), Die zahlreichen Regionen (多方,  Duō fāng), Errichtung einer Regierung (立政,  Lí zhèng) und Die testamentarische Anweisung (顧命,  Gù míng). Obgleich einige Gelehrte gegen die Entstehungszeit bestimmter Kapitel wie zum Beispiel Wú yí (無逸) oder Lí zhèng (立政) Einwände erheben, so stellen nahezu alle Gelehrte die Authentizität der fünf Gào-Kapitel nicht in Frage, auch wenn deren Entstehungszeit durchaus Anlass zu Diskussionen gibt. So sind zu Beginn der Song-Dynastie Gelehrte wie Su Shi (1036–1101) und Zhu Xi (1130–1200) der Auffassung, dass die Kapitel Kāng gào (康誥) und Jiǔ gào (酒誥) nicht in der Zeit von König Cheng (成) anzusiedeln sind, sondern Ereignisse schildern, die während der Herrschaft von König Wu (武) stattfanden.
Die verbleibenden vier Kapitel der Neutext-Ausgabe des Shàngshūs, (Der Prinz von) Lü über Bestrafungen (呂刑,  Lǚ xíng), Die Beauftragung des Prinzen Wen (文侯之命,  Wén hòu zhī míng), Die Ansprache in Fei (費誓,  Fèi shí) und Die Ansprache des (Herzog von) Qin (秦誓,  Qín shí), sind eine Mischung von Texten aus der Chunqiu-Periode. Nur das Lǚ xíng (呂刑), das vorgibt, aus der Zeit der Herrschaft von König Mu (regierte 956–918 v. Chr.) zu sein, scheint auch wirklich älteren Datums zu sein. Die Frage nach der Entstehungszeit des Wén hòu zhī míng (文侯之命), welches bemerkenswerte Ähnlichkeiten mit Investiturinschriften aus der Zeit der Westlichen Zhou-Dynastie besitzt, stand bereits im Mittelpunkt zahlreicher Debatten. Das Vorwort der Neutext-Ausgabe und die meisten der frühen Kommentatoren sagen aus, dass der Befehl von König Ping (平, regierte 770–720 v. Chr.) an den Fürsten von Jin erging, wogegen Sima Qian im Shiji (史記) zu berichten weiß, dass der Befehl von König Xiang (襄, reg. 651–619 v. Chr.) an Chonger, den Fürsten von Jin, erging. Die im Vorwort angeführte Zeit wird heute von der Fachwelt mehrheitlich als die richtige akzeptiert.

## Übersetzungen
- Antoine Gaubil, Joseph de Guignes: Le Chou-king, un des livres sacrés des Chinois qui renferme les fondements de leur ancienne histoire, les principes de leur gouvernement & de leur morale. Paris: 1770.
- Walter Henry Medhurst: Shu ching, Ancient China; the Shoo King, or the Historcal Classic; being the most ancient authentic record of the annals of the Chinese Empire, illustrated by later commentators. Shanghai: 1846.
- Séraphin Couvreur: 書經 Chou King. Texte chinois avec une double traduction en français et en latin, des annotations et un vocabulaire. Imprimerie de la Mission Catholique, Ho Kien fou, 1897. Faksimile erschienen bei Cathasia, Paris/Leiden, 1950.
- James Legge: The Chinese Classics, Vol.III : The Shoo King or The Book of Historical Documents. Trübner, London 1861, Digitalisat, Nachdruck bei SMC Publishing, Taipei 1994, ISBN 957-638-040-5
- Bernhard Karlgren: The Book of Documents, in: BMFEA 22 (1950), 1–81.
- Bernhard Karlgren: Glosses on the Book of Documents I, in: BMFEA 20 (1948), 39–315.
- Bernhard Karlgren: Glosses on the Book of Documents II, in: BMFEA 21 (1949), 63–206.